# Pimpla apollyon
Pimpla apollyon är en stekelart som beskrevs av Morley 1913. Pimpla apollyon ingår i släktet Pimpla och familjen brokparasitsteklar. Inga underarter finns listade i Catalogue of Life.